# Папеда (цитрус)
Папеда је уобичајено име за групу врста и сорти цитруса пореклом из тропске Азије које су издржљиве и споро расту и дају неукусно воће. Волтер Тенисон Свингл је одвојио ове врсте у посебан подрод, папеда, који је укључивао ичанг лимун, јузу, кафир лимету, кабосу, судачи и бројне дивље и некултивисане врсте и хибриде. Недавна генетичка анализа показује да су папеде распоређене међу различитим гранама филогенетског стабла Цитрус, па је стога Свинглов предложени подрод полифилетски и није валидна таксономска група, али термин остаје као уобичајено име.
Због генерално спорог раста и горког, мање укусног плода него код других цитруса, врсте папеда имају само ограничену комерцијалну култивацију. Неке врсте, као што је ичанг папеда, користе се у уређењу пејзажа, док су друге важне за узгој подлога и као извор генома за узгој хибрида цитруса отпорних на болести и отпорних на мраз. У неким случајевима се кожа или листови користе као арома у азијској кухињи.
Сматра се, на основу молекуларних студија, да су цитрон, помело, мандарина и папеда били преци већине хибридних врста цитруса и њихових сорти, које су резултат оплемењивања или природне хибридизације међу родитељским врстама.

## Класификација
Постоје четири врсте папеда које тренутно признају Краљевски ботанички врт у Кјуу и Ботаничка башта Мисурија. То су:
- Citrus cavaleriei - ичанг папеда
- Citrus halimii - планински цитрон
- Citrus halimii - кхаси папеда
- Citrus hystrix - кафир лимета или Маурицијус папеда

Постоје многе природне сорте које су сада класификоване као подврсте:
- C. hystrix var. micrantha - папеда са малим цветовима (локално позната као биасонг)
- C. hystrix var. microcarpa - папеда са малим плодовима (локално позната као самујао)
- C. hystrix var. celebica - целебес папеда
- C. hystrix var. macroptera - меланезијска папеда
- Citrus macrophylla - алемов
- Citrus webberi - калпи
- Citrus longispina - крилата лимета (нерешено да ли је хибрид, сорта или врста)

Бројни хибриди између овог подрода и подрода Цитрус такође постоје:
- Ичандарине
  - Јузу (ичанг папеда × мандарина)[4]
  - Судачи (ичанг папеда × мандарина)[5]
- Ичанг лимун (ичанг папеда × помело)
- Хјуганацу (јузу × помело, или јузу спорт)
- Кабосу (ичанг папеда × горка поморанџа)